# 楚吉纳达克岛
楚吉纳达克岛（英語：Chuginadak Island，阿留申语：Tanax̂ Angunax̂）位于美国阿拉斯加州阿留申群岛，是阿留申群島中四山群島的最大島。西北为卡莱尔岛，西南为赫伯特岛，东北部为卡加米爾島。岛西部的卡利夫兰火山为著名的活火山，卡利夫兰火山通过一段狭窄的陆地与岛的东部相连。